# Bolesław IV legnicki
Bolesław IV legnicki (ur. pomiędzy 1349 a 1352, zm. 3 lub 4 marca 1394) – razem z braćmi w latach 1364–1394 formalny książę legnicki (do 1373 regencja stryja Ludwika I).
Bolesław IV był trzecim pod względem starszeństwa synem księcia legnickiego – Wacława I i księżniczki cieszyńskiej Anny.
W 1364 r. Bolesław, osierocony przez ojca, znalazł się wraz z rodzeństwem (bracia Rupert I, Wacław II i Henryk VIII oraz siostra Jadwiga) pod opieką stryja Ludwika I.
Podobnie jak jego bracia – Wacław II i Henryk VIII, Bolesław IV został przeznaczony do stanu duchownego, co miało zapobiec rozdrobieniu i tak już niewielkiego księstwa legnickiego. Dodatkowo 2 grudnia 1372 bracia zawarli układ o niepodzielności księstwa przez następne dziesięć lat. Porozumienie to było następnie sukcesywnie przedłużane i oznaczało przejęcie realnej władzy przez najstarszego Ruperta.
W 1365 r. cesarz Karol IV pozyskał dla Bolesława IV od papieża Urbana V bogate prebendy w diecezji krakowskiej i wrocławskiej.
Po 1373 r. Bolesław IV zdecydował się jednak porzucić karierę duchowną, włączając się aktywniej do rządów nad księstwem legnickim (zgadzając się dalej na formalne współrządy). Przejawiało się to m.in. większym uczestnictwem Bolesława w życiu politycznym i tak 6 lipca 1376 książę wziął udział w koronacji Wacława IV na króla rzymskiego w Akwizgranie.
Formalne współrządy z bratem Rupertem I nad księstwem legnickim zostały oficjalnie potwierdzone 6 stycznia 1383 podczas odnowienia układu lennego wobec króla Wacława IV.
Bolesław IV legnicki zmarł bezpotomnie 3 lub 4 marca 1394, w wyniku ugodzenia kopią podczas turnieju rycerskiego.